# Саллинг, Марк
Марк Уэйн Саллинг (англ. Mark Wayne Salling, 17 августа 1982 года, Даллас, Техас, США — 30 января 2018 года, Санленд, Калифорния, там же) — американский музыкант и актёр, наиболее известный по роли Ноа Пакермана в сериале «Хор».

## Биография

### Ранние годы
Марк Саллинг родился 17 августа 1982 года и вырос в Далласе, штат Техас. Рос в строгой религиозной христианской семье, поэтому он был на домашнем обучении в раннем возрасте. В начальной школе принял участие в Providence Christian School и Our Redeemer Lutheran. Он учился в Калвер военной академии, но не закончил её. В 2001 году окончил Lake Highlands High School, где его одноклассницей была St. Vincent. Позже Марк продолжил обучение в Лос-Анджелесской Академии Музыки. Где начал изучать гитару и давать уроки игры на гитаре, чтобы зарабатывать на жизнь.

### Карьера
Саллинг играл на пианино, гитаре, бас-гитаре и ударных. Он исполнял и продюсировал песни собственного сочинения. Его дебютный альбом «Smoke Signals» вышел в 2008 году. Второй альбом вышел в 2010 году под названием «Pipe Dreams»
Актёрским дебютом Саллинга стала роль в фильме ужасов «Дети кукурузы 4: Сбор урожая» в 1996 году. Но широкую известность он получил в 2009, когда начал играть Ноа Пакермана в популярном сериале Райана Мёрфи «Хор».

### Обвинения
В январе 2013 года девушка обвинила Саллинга в сексуальном насилии, рассказав, что он вынудил ее заняться незащищенным сексом без ее согласия. Он отрицал обвинения и подал встречный иск за ложные обвинения. В марте 2015 года Саллинг примирился с девушкой не доводя дело до суда.
29 декабря 2015 года полиция Лос-Анджелеса провела обыск его дома. После чего Саллинг был арестован по подозрению в хранении нескольких тысяч фотографий и видео детской порнографии. В результате обвинений Марк был исключён из актёрского состава телесериала «Боги и тайны». После нескольких отсрочек и неудачных переговоров с прокурорами его судебное разбирательство началось 12 сентября 2017 года в окружном суде США в Лос-Анджелесе. 4 октября 2017 года он признал себя виновным в хранении детской порнографии. После освобождения Саллинг был бы обязан зарегистрироваться в полиции как преступник. Он также был бы обязан пройти курс лечения по программе для людей, совершивших преступления сексуального характера против лиц моложе 18 лет. После выхода из тюрьмы Саллинг должен был обходить на расстоянии не менее 100 метров школьные дворы, парки, общественные бассейны, молодёжные центры и игровые площадки. Он также был бы обязан выплатить 50 тыс. долларов каждой жертве, с которой вступал в контакт. Ему грозило от четырёх до семи лет лишения свободы.

### Смерть
Саллинг покончил с собой 30 января 2018 года в возрасте 35 лет.

## Фильмография
| Год       |     | Русское название                     | Оригинальное название                  | Роль          |
| --------- | --- | ------------------------------------ | -------------------------------------- | ------------- |
| 1996      | ф   | Дети кукурузы 4: Сбор урожая         | Children Of The Corn IV: The Gathering | Джеймс Роудс  |
| 1999      | с   | Крутой Уокер: Правосудие по-техасски | Walker, Texas Ranger                   | Билли         |
| 2006      | ф   | Кладбище                             | The Graveyard                          | Эрик          |
| 2009—2015 | с   | Хор                                  | Glee                                   | Ноа Пакерман  |
| 2011      | док | Хор: Живой концерт в 3D              | Glee: The 3D Concert Movie             | Ноа Пакерман  |
| 2014      | ф   | Каменистая дорога                    | Rocky Road                             | Харрисон Бёрк |